# Adolf af Jochnick

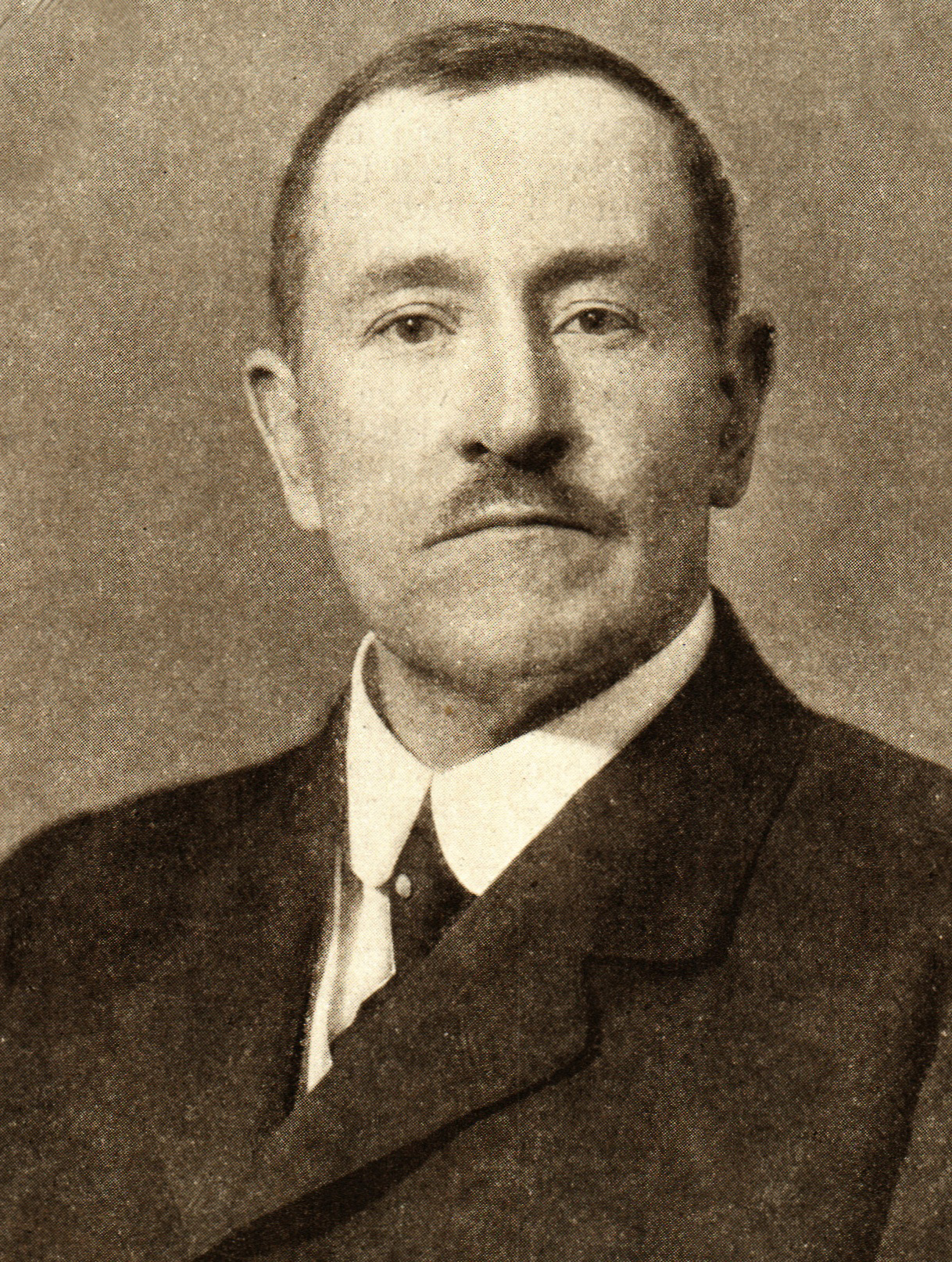
Adolf af Jochnick på omslaget till Hvar 8 Dag 1915.

Johan Gustaf Adolf af Jochnick, född 20 mars 1870 i Ledsjö församling, Västergötland, död 19 mars 1943 i Adolf Fredriks församling, Stockholm, var en svensk försäkringsman och ämbetsman. Han var brorson till Walter och Anton af Jochnick.
af Jochnick var först militär, men blev tidigt försäkringsman. År 1899 stiftade han Svenska Lifförsäkringsanstalten Trygg och var där verkställande direktör fram till 1913 samt åter från 1930. Han grundade 1907 även Återförsäkrings AB Atlas, som i början av 1930-talet var Sveriges största försäkringsbolag.  År 1928 knöts Försäkringsaktiebolaget Fylgia och dess dotterbolag Valkyrian, genom en rekonstruktion under af Jochnicks ledning, till Tryggkoncernen.
Under tiden 1913–1930 var af Jochnick generaldirektör och chef för Pensionsstyrelsen och folkpensionen kom därigenom att organiseras under hans ledning. När  rekonstruerades 1928 var af Jochnick en av de ledande i det arbetet. Han var 1917–1941 ordförande i riksbankens styrelse och ofta anlitad som ekonomiskt sakkunnig vid offentliga utredningsuppdrag. af Jochnick är begravd på Danderyds kyrkogård.